# Juliette Walker Barnwell
Juliette Juanita Walker Barnwell fue una educadora y administradora pública en el Ministerio de Educación de Bahamas. Fue la primera secretaria bahameña del gobernador general. Después de retirarse de su cargo en el gobierno, asumió el rol de Presidenta del Consejo Nacional para Personas Mayores en noviembre de 2011.

## Biografía
Walker era hija de Claudius R. Walker y Mabel Walker. Creció en una familia que estaba muy involucrada en la campaña por el sufragio universal y el gobierno de la mayoría en Las Bahamas.

## Carrera
Al igual que sus padres siguió una carrera como educadora y en administración pública. Comenzó su carrera como maestra en el Xavier's College, Southern Senior School y Harold Road Secondary. También impartió cursos de protocolo, comunicación y ética para el sector público.
Se trasladó a puestos administrativos en la División de Currículo, luego en la División de Gestión y posteriormente en un puesto de Oficial de Personal en el Ministerio de Educación. Ocupó cargos en la Junta Ejecutiva del Sindicato de Maestros de Bahamas y fue Presidenta de la Junta Escolar Nacional de las Bahamas.
Fue presidenta de la Liga Cooperativa de Bahamas y de la Cooperativa de Crédito de Trabajadores Públicos.